# Zsofinyecz Mihály
Zsofinyecz Mihály (Kispest, 1906. február 20. – Budapest, 1986. április 30.) vasöntő szakmunkás, miniszter.

## Politikai pályafutása
1923-ban bekapcsolódott a munkásmozgalomba, 1945-ben pedig belépett az MKP-ba. 1935-től a Hofherr és Schrantz Gépgyárban bizalmi, 1945-től üzemi bizottsági elnök, 1948 és 1949 között a gyár munkásigazgatója, majd vezérigazgatója volt. Ezt követően 1952-ig a Népgazdasági Tanács tagjaként tevékenykedett. 1949. június 11-étől nehézgépipari, 1950. december 16-ától kohó- és gépipari, 1952. január 5-étől 1953. július 4-éig középgépipari miniszter volt, közben egy ideig, 1952. december 6-ától a kormányváltásig, 1953. július 4-ig a Kohászati Minisztériumot mint megbízott vezette, Nagy Imre kormányában 1954. október 9-éig ismét a kohó-és gépipari miniszter posztját töltötte be, 1957 és 1962. február 10-e között a tárca miniszterhelyettese volt.
1950-től 1956-ig az MDP KV tagja, 1950-től 1951-ig a PB póttagja, majd 1954 között rendes tagja, 1954 és 1956 között a Rákosi Mátyás Művek (Csepel Vas- és Fémművek) igazgatója volt.
A Fiumei úti sírkertben, a nagy munkásmozgalmi parcellában temették el.